# Carlos Amador Marchant
Carlos Amador Marchant Crespo (Iquique, 29 de noviembre de 1955) es un escritor y periodista cultural chileno. 

## Biografía
Comenzó sus actividades literarias en Arica, en 1972, al alero de la revista Tebaida dirigida por Alicia Galaz, quien lo asesora junto con su marido, el también poeta Oliver Welden. Allí fundará dos años más tarde el grupo literario Disinencia, en la ex Universidad Técnica del Estado. Ese mismo año de 1974 inicia su labor como cronista en diarios regionales de la época como La Defensa, La Concordia (ambos de Arica) y El Tarapacá, de Iquique. 
Activo animador de generaciones literarias en el norte de Chile, ejerció el periodismo escrito y realizó un vasto trabajo de difusión literaria en radios chilenas. En 1983 se crucificó en la playa El Chinchorro de Arica para protestar por la falta de apoyo y persecución hacia los escritores en tiempos de dictadura del general Augusto Pinochet, hecho que llamó la atención de la prensa mundial. El mismo año funda y dirige de la revista literaria Extramuros, de la que saldrían 10 números (1983-1985).
En 1985 se muda a Santiago y al año siguiente viaja a Puerto Montt, donde permanecerá hasta 1988. Allí será encargado de cultura del Centro de Promoción Social y continuará su labor de difusión cultural en radios de Chiloé y Osorno.
Regresa a Arica en 1989, donde funda la revista El Ojo. En esa ciudad permancerá seis años; retoma su programa radial de difusión cultural Rincón, que había creado a principios de los años 1980 y colabora con el diario La Estrella. 
Desde 1995 vive en Valparaíso, donde continúa su actividad literaria y gana varios concursos regionales. "Uno de los más importantes poetas chilenos de su generación", Marchant ha sido presidente de la Sociedad de Escritores de Chile de esa ciudad (2003-2007).

## Obras

### Libros publicados
- Poemas, Universidad Técnica del Estado de Arica
- Poemas inolvidables, Departamento de Extensión y Comunicaciones de la Universidad del Norte, sede Arica
- Pisando tierra, poesía, Nueva Línea, Santiago, 1977
- Galpón de redes marinas, poesía, Universidad del Norte, sede Arica, 1980
- Después de mi casa, poesía, Universidad de Tarapacá, Arica, 1983
- Alone Again, poesía, Gobierno Regional de Valparaíso, 1999
- Los cururos de la Santa María, novela, Gobierno Regional de Valparaíso, 2001
- Barquero en el puerto, ensayo sobre el poeta Efraín Barquero, Gobierno Regional de Valparaíso, 2002
- Hijo de sastre, poesía, versión digital, 2010;

### Inéditos
- La muerte viene en carta clandestina, novela
- La Magdalena duerme en la playa, novela
- Seis ojos en lipiria, teatro
- La mami Marta, teatro